# Mjällom
Mjällom is een plaats in de gemeente Kramfors in het landschap Ångermanland en de provincie Västernorrlands län in Zweden. De plaats heeft 326 inwoners (2005) en een oppervlakte van 71 hectare. De plaats ligt op een schiereiland en ligt vrijwel direct aan de Omnefjärden een baai van de Botnische Golf. De plaats ligt midden in het gebied Hoge Kust, dat op de werelderfgoedlijst van UNESCO staat. En de directe omgeving van de plaats bestaat uit bossen en heuvels.